# Conclave de 1592

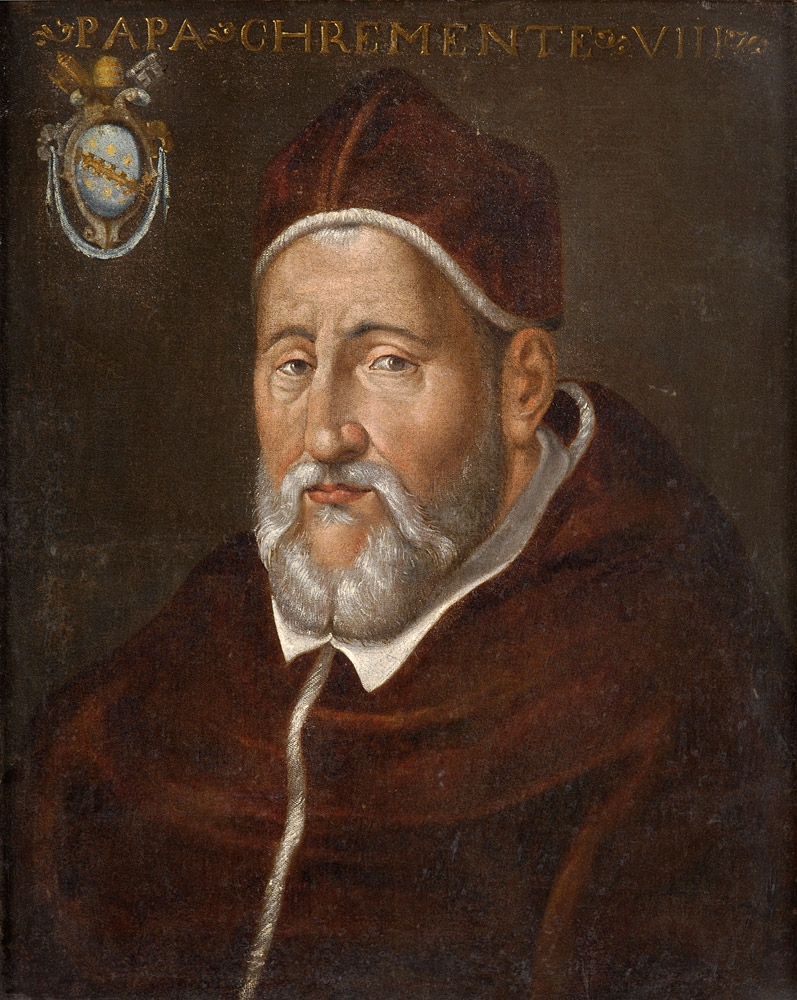
Le pape Clément VIII, peinture du XVIIe siècle.

Le conclave de 1592 se déroule à Rome, du 10 au 30 janvier 1592, juste après la mort du pape Innocent IX et aboutit à l'élection du cardinal Ippolito Aldobrandini qui devient le pape Clément VIII.

## Source
- (en) Cet article est partiellement ou en totalité issu de l’article de Wikipédia en anglais intitulé « Papal conclave, 1592 » (voir la liste des auteurs).